# Amphoe Ban Na Doem
Amphoe Ban Na Doem (Thai: อำเภอ บ้านนาเดิม) ist ein Landkreis (Amphoe – Verwaltungs-Distrikt) im Zentrum der Provinz (Changwat) Surat Thani. Die Provinz Surat Thani liegt in der Südregion von Thailand, etwa 650 km südlich von Bangkok an der Ostküste der Malaiischen Halbinsel zum Golf von Thailand.

## Geographie
Benachbarte Bezirke (von Norden im Uhrzeigersinn): die Amphoe Mueang Surat Thani, Ban Na San, Khian Sa und Phunphin. Alle Amphoe liegen in der Provinz Surat Thani.
Der Maenam Tapi (Tapi-Fluss) bildet einen Teil der westlichen Grenze des Kreises. Ein kleinerer Fluss heißt Khlong Lamphun (คลองลำพูน).

## Geschichte
Der Lamphun Distrikt, einer der ursprünglichen Distrikte der Provinz Surat Thaniwurde von der Stadt Ban Na aus verwaltet, die heute das Zentrum des Kreises Ban Na Doem ist. Am 1. Juli 1938 wurde jedoch die Verwaltung nach Na San verlegt, im folgenden Jahr wurde der Kreis in Ban Na San umbenannt. 
Am 15. April 1976 wurde das Gebiet um Ban Na vom Kreis Ban Na San abgetrennt, aus ihm wurde ein neuer Unterbezirk (King Amphoe) eingerichtet.
Der Unterbezirk bestand ursprünglich aus den beiden Tambon Ban Na und Tha Ruea. 
Am 15. August 1982 wurde Tambon Sap Thawi von Tha Ruea, am 1. Juli 1983 wurde Na Tai von Ban Na  abgetrennt.
Am 21. Mai 1990 wurde der Unterbezirk zum Amphoe heraufgestuft.

## Verwaltung

### Provinzverwaltung
Amphoe Ban Na Doem ist in vier Gemeinden (Tambon) eingeteilt, welche wiederum in 30 Dörfer (Muban) unterteilt sind.
| \| Nr. \| Name \| Thai \| Muban \| Einw.[3] \| \| --- \| --------- \| ------ \| ----- \| -------- \| \| 1. \| Ban Na \| บ้านนา \| 10 \| 10.145 \| \| 2. \| Tha Ruea \| ท่าเรือ \| 06 \| 03.446 \| \| 3. \| Sap Thawi \| ทรัพย์ทวี \| 05 \| 03.578 \| \| 4. \| Na Tai \| นาใต้ \| 09 \| 06.387 \| |           |        |       |        |
| Nr. | Name      | Thai   | Muban | Einw.  |
| 1. | Ban Na    | บ้านนา  | 10    | 10.145 |
| 2. | Tha Ruea  | ท่าเรือ  | 06    | 03.446 |
| 3. | Sap Thawi | ทรัพย์ทวี | 05    | 03.578 |
| 4. | Na Tai    | นาใต้   | 09    | 06.387 |

### Lokalverwaltung
Ban Na (เทศบาลตำบลบ้านนา) ist der Name einer Kleinstadt (Thesaban Tambon) im Landkreis, sie besteht aus Teilen der Tambon Ban Na und Na Tai.
Außerdem gibt es vier „Tambon-Verwaltungsorganisationen“ (TAO, องค์การบริหารส่วนตำบล) für die Tambon oder die Teile von Tambon im Landkreis, die zu keiner Stadt gehören.